# Imperi Seljúcida
|  | «Seljúcides» redirigeix aquí. Vegeu-ne altres significats a «Dinastia seljúcida». |

L'Imperi Seljúcida va ser la creació d'una ètnia turca originaris del nord del mar d'Aral i es va estendre pels actuals Iran, Iraq i l'Àsia Menor entre els segles xi i xiii. En el segle x es van islamitzar adoptant la branca del sunnisme d'aquesta religió. Els seljúcides van tenir un paper important en la creació i expansió de múltiples formes d'art durant el període en què van tenir influència.

## Història
Al voltant de l'any 985 a causa de l'escassetat de pastures o la pressió d'altres tribus el clan seljúcida es va separar de la resta dels toghuzghuz, una confederació de nou clans assentada entre els mars Aral i Caspi, i es va establir a prop de Khizilordà, a la riba dreta del riu Sirdarià, en el camí de Jend (Kazakhstan). En aquesta època es van convertir a l'islam, encara que no hi ha constància que el mateix Seljuk ho fes. El sultà Gaznèvida Mahmud de Ghazna, que domina la regió, els accepta i converteix en els seus auxiliars.
El clan seljúcida, dirigit pel fill de Seljuk, Musa i els seus dos nebots, Toghril i Çağrı es va dirigir cap a l'Iran entre el 1020 i el 1040, per primera vegada cap al sud, primer a Transoxiana, i després al Khorasan, inicialment per invitació dels governants locals, després sota aliances i conflictes. El seu cap es deia Seljuq, d'on prové el nom de l'imperi, i van iniciar un període de conquestes militars primer per la regió persa del Khorasan. A partir d'aquell moment van adoptar la llengua i els costums perses.
Al voltant de l'any 1034, Toghril i Çağrı van ser fortament derrotats pel qarakhànida Harun Bughra Khan i els seus aliats, forçant-los a escapar de Transoxiana. Inicialment, els turcmans es van refugiar a Khwarazm, que va servir com una de les seves pastures tradicionals, però també van ser animats pel governador local de Ghaznavid, Harun, que esperava utilitzar els seljúcides per als seus esforços per apoderar-se de Khorasan del seu sobirà. Quan Harun va ser assassinat per agents de Ghaznavid el 1035, van haver de fugir de nou, aquesta vegada cap al sud a través del desert de Karakum. Primer, els turcmans es van dirigir cap a la grandiosa ciutat de Merv, però potser a causa de la seva forta fortificació, després van canviar de ruta cap a l'oest per refugiar-se a Nasa. Finalment, van arribar a les vores del gran Khorasan, la província considerada una joia de la corona de Ghaznavida. En 1040 la decisiva victòria seljúcida en la batalla de Dandanaqan va fer caure la dominació ghaznavida al Gran Khorasan.
Toghril va prendre Bagdad el 1055 agafant el títol de Soldà i rei d'orient i occident. El seu successor, Alp Arslan, fill de Çağrı, va establir la capital imperial a l'actual Teheran i es va expandir significativament sobre les possessions de Toghril afegint Alep, Armènia i Geòrgia el 1064 i envaint l'Imperi Romà d'Orient el 1068, del qual va annexionar gairebé tota Anatòlia després de vèncer l'emperador romà d'Orient Romà IV l'any 1071 en la batalla de Mantziciert, i això va significar l'inici del poder turc a Anatòlia. Alp Arslan va designar el seu fill Malik com a hereu (wali al-adh) el 1066 i altres parents van rebre governs a la part oriental de l'imperi, i a la seva mort el gener del 1073 a causa d'una ferida causada per un presoner de la campanya contra els karakhànides, el va succeir, mentre Ayaz ibn Alp Arslan va rebre les províncies de l'Oxus superior i el seu germà Qawurd va ser confirmat al Kirman, però aquest es va revoltar i fou capturat i executat després de la batalla de Kerj Abu Dulaf.
Màlik-Xah I va conservar la pau amb els gaznèvides que ja havia signat el seu pare abans de morir. El desig del sultà era conquerir Egipte per extirpar el que considerava l'heretgia fatimita, però les seves tropes turcmanes el que volien eren les expedicions de saqueig a territori cristià (ghazwa) i des del començament del seu regnat va organitzar expedicions contra els romans d'Orient, armenis i georgians. Amb Màlik-Xah l'Imperi va arribar al seu apogeu, governant sobre Jerusalem i Àsia Menor. i expandint l'imperi en diverses direccions, fins a l'antiga frontera iraniana dels dies anteriors a la invasió àrab limitant amb la Xina a l'est i amb els romans d'Orient a l'oest. Màlik-Xah I va traslladar la capital de Rayy a Esfahan. L'Imperi Seljúcida posseïa un poderós exèrcit i una administració civil molt eficient. Les escoles fomentaven el sunnisme.

### Divisió de l'imperi en 1092
Quan Màlik-Xah I va morir l'any 1092, l'imperi es va dividir mentre el seu germà i els seus quatre fills es van barallar per la distribució de l'imperi entre ells. Màlik-Xah I va ser succeït a Anatòlia per Kilij Arslan I, fill de Sulayman I ibn Kutalmish, que va fundar el Soldanat de Rum als territoris romans d'Orient, i a Síria pel seu germà Tútuix I. A Pèrsia el va succeir el seu fill Mahmud ibn Màlik-Xah, el regnat del qual va ser disputat pels seus altres tres germans Barkyaruq a l'Iraq, Muhàmmad ibn Màlik-Xah a Bagdad i Àhmad Sanjar al Khorasan. Quan Tútuix I va morir en 1095, els seus fills Ridwan i Duqaq van heretar Alep i Damasc, respectivament, i també es van disputar entre ells, dividint encara més Síria entre emirs antagònics els uns amb els altres.
La Primera Croada va ser una expedició militar promoguda pel papa Urbà II per conquerir Jerusalem i alliberar del poder musulmà Jerusalem i altres llocs considerats sants, a més d'ajudar l'emperador romà d'Orient Aleix I Comnè a combatre els seljúcides que estaven envaint les seves terres a l'Àsia central i Pèrsia. El papa Urbà II, al Concili de Clarmont, va predicar la Primera Croada al crit de «Déu ho vol» (Deus vult), amb l'objectiu d'alliberar Jerusalem del domini musulmà, sota el qual portava 400 anys. La seva predicació va provocar un encès fervor religiós entre el poble i la petita noblesa. Durant la croada, cavallers i pagesos de moltes nacions de l'Europa Occidental van viatjar com a croats per terra i per mar, en primer lloc en direcció a Constantinoble i després cap a Jerusalem. Els pagesos eren molt més nombrosos que els cavallers, i ambdós grups es van dividir en exèrcits separats, però com que els pagesos no estaven tan ben entrenats en combat, el seu exèrcit no va arribar a Jerusalem. En canvi, els cavallers van llançar un assalt a la ciutat i van capturar Jerusalem el juliol del 1099. Van establir els estats croats del Regne de Jerusalem, el Comtat de Trípoli, el Principat d'Antioquia i el Comtat d'Edessa.
Barkyaruq va morir en 1105 i encara que a Bagdad fou proclamat el seu fill Malik Shah II, Muhàmmad I el va fer matar i es va assegurar tot el poder. El 1118, a la mort del seu pare Muhàmmad ibn Màlik-Xah, Mahmud es va proclamar sultà establint la capital a Bagdad, fins a la seva mort en 1131. Àhmad Sanjar, que governava el Khorasan i la Transoxiana no va reconèixer com a sultà suprem i va marxar cap a l'Iraq infligint una derrota sagnant al seu nebot en la batalla de Saveh en 1119. Sandjar va marxar aleshores a Bagdad i Mahmud es va veure obligat a tractar amb el seu oncle, continuant com a sultà de l'Iraq amb la condició que el nom del seu oncle fos pronunciat abans del seu durant a la khutba, sent reconegut com a Sultan al-Muazzam, i era designat hereu del seu oncle. El califa abbàssida al-Mustarshid va concedir a Ahmed Sanjar el títol de "Comanador dels creients". Les províncies de Mazanderan i Kumis, i la vila de Rayy, foren llavors cedides a Sandjar que era reconegut com a shina (governador militar) de Bagdad. El 1126 el seu visir Muin al-Din Mukhtass al-Mulk feia la guerra al Kuhistan contra els ismaïlites.
En altres llocs del territori nominal seljúcida hi havia els ortúkides al nord-est de Síria i al nord de Mesopotàmia; van controlar Jerusalem fins al 1098. La dinastia Danixmendita va fundar un estat a l'est d'Anatòlia i el nord de Síria i va disputar la terra amb el Soldanat de Rum, i Kerbogha va exercir la independència com a atabeg de Mossul.
La dinastia Jin va envair i destruir la dinastia Liao l'any 1125, Yelü Dashi va liderar les restes dels Liao i van prendre Balasagun, la capital Qarakhànida oriental en 1128, i el 1137 van derrotar els qarakhànides occidentals, vassalls dels seljúcides de Kaixgar i Khotan. El governant Qarakhànida Mahmud II va demanar ajuda a Àhmad Sanjar, però els seljúcides van ser derrotats decisivament el setembre de 1141 en la batalla de Qatwan marcant l'inici del final de l'Imperi Seljúcida.
Massud ibn Muhàmmad, el governant seljúcida de l'Iraq, va atacar el califa Ar-Ràixid posant Bagdad en setge. Durant el setge, la població de Bagdad es va revoltar contra el califa, saquejant el Palau Tahirid i al-Rashid va fugir de la ciutat cap a Mossul, on va abdicar del califat. El seu oncle, al-Muqtafí, va ser elevat al tron per Masud, que es va retirar a l'est.
El 1153, els oghuz a les regions de l'Oxus, Khuttal i Tukharistan es van rebel·lar i van capturar Àhmad Sanjar, que va aconseguir escapar al cap de tres anys però va morir un any després. En aquest temps fou la seva esposa Turkan Khatun qui va exercir el poder polític, però quan la inseguretat va créixer les tropes van oferir el tron a l'exkhan karakhànida Mahmud Khan, fill d'una germana de Sandjar, i que fou reconegut pel sultà de l'oest Muhàmmad II ibn Mahmud (1153-1154); de fet el poder efectiu va passar a diversos emirs com Muayyid al-Din Ay Aba a Nixapur, i Ikhtiyar al-Din Ay Tak a Rayy; poc després de la mort de la seva esposa el 1156, Sanjar va aconseguir evadir-se i arribar a Tirmidh i a Merv, la capital. Els atabegs, com els Zengids i Artuqids, només estaven nominalment sota el sultà seljúcida, i generalment controlaven Síria de manera independent. Quan Ahmad Sanjar va morir el 1157 es va fracturar l'imperi i els atabegs es van independitzar: Els seljúcides del Khorasan al Khorasan i Transoxiana, els Seljúcides de Kirman, el Soldanat de Rum, els salghúrides a Fars, els ildegízides a Iraq i Azerbaijan, els búrides a Síria, els zengites a Al Jazira, i els beghliks turcmans dels danixmendites, ortúkides, saltúquides i mengücekoğulları a l'Asia Minor.
El setge de Bagdad de 1157 va ser l'últim intent seljúcida de capturar Bagdad als abbàssides. El califa al-Muqtafi va defensar amb èxit la seva capital contra els exèrcits de coalició del sultà seljúcida Muhàmmad II ibn Mahmud i Qutb-ad-Din Mawdud de Mossul.
Després de la Segona Croada, Xirkuh, que s'havia establert a Egipte a terra fatimita, va ser succeït per Saladí. Amb el temps, Saladí es va rebel·lar contra Nur-ad-Din Mahmud i, a la seva mort es va casar amb la seva vídua i va capturar la major part de Síria establint la dinastia aiúbita. El Regne de Geòrgia va començar a convertir-se en una potència regional i va ampliar les seves fronteres a costa del Gran Seljúcida. El mateix va passar durant el renaixement del Regne armeni de Cilícia sota Lleó II d'Armènia a Anatòlia. El califa abbàssida An-Nasir també va començar a reafirmar l'autoritat del califa i es va aliar amb el Khwarezmshah Takash.

### Toghrul III reunifica breument els seljúcides
Durant un breu període, Toghrul III va ser el sultà de tots els seljúcides tret d'Anatòlia, però quan Kizil Arslan Uthman, atabeg ildegízida de l'Azerbaidjan, per fer front a les lluites civils, va cridar en ajut al visir del califa abbàssida al-Nasir, Toghrul va intentar fer respectar la seva autoritat i durant quatre anys va resistir a l'atabeg, però després d'uns èxits inicials va fracassar finalment i fou capturat a Hamdan en 1190 i empresonat a l'Azerbaidjan. Kizil Arslan Uthman amb el suport del califa abbàssida es va proclamar sultà.
Toghrul, alliberat en 1192, el 1194 va ser derrotat per Alà-ad-Din Tekix, el xa de l'Imperi Anuixtigínida, i l'Imperi Seljúcida finalment es va enfonsar. De l'antic Imperi Seljúcida, només quedava el Soldanat de Rum a Anatòlia. A mesura que la dinastia va decaure a mitjans del segle xiii, l'Imperi Mongol va envair Anatòlia i el Soldanat de Rum d'Àsia Menor queda aniquilat el 1243, amb la batalla de Köse Dağ, A partir de 1260, la unitat dels mongols trontolla i condueix a conflictes sense fi i Anatòlia es va dividir en petits emirats anomenats beilicats d'Anatòlia. Cap a 1276 els seljúcides de Rum perderen tot el seu poder encara que nominalment l'imperi es va mantenir fins a 1307. Finalment, un d'aquests, l'otomà, arribaria al poder i conquistaria la resta.